# Горин, Денис Владимирович
Денис Владимирович Горин (род. 15 ноября 1979, Комсомольск-на-Амуре, Хабаровский край, РСФСР, СССР) — российский серийный убийца, каннибал, совершивший не менее 4 убийств  с 2002 по 2012 год на территории города Анива (Сахалинская область). Несмотря на тяжесть совершённых им деяний, Горин избежал уголовного наказания в виде пожизненного лишения свободы и в 2018 году был приговорён к 22 годам тюремного заключения. В начале 2023 года Денис Горин будучи в исправительной колонии заключил контракт с «ЧВК» и был отправлен на Украину для участия в российском вторжении. Горин воевал в рядах «Шторм-Z» и получил  ранение в ходе боевых действий, после чего президент России Владимир Путин помиловал Дениса Горина и он вернулся в родной город. Факт помилования серийного убийцы и каннибала вызвал общественный резонанс в России, после чего Денис Горин получил национальную известность в России.

## Биография

### Детство и юность
Денис Горин родился 15 ноября 1979 года в городе Комсомольск-на-Амуре. Имел брата Евгения и сестру. В начале 1980-х годов его семья переехала в Сахалинскую область, где они нашли жилье в городе Анива. Горин посещал Анивскую среднеобразовательную школу № 1, которую окончил в 1997 году. По месту жительства и месту учебы Денис Горин характеризовался удовлетворительно. В детские и юношеские годы Денис не был замечен в проявлении агрессивного поведения и не состоял на учете в психиатрических клиниках. В 1999 году Денис был призван в Вооружённые силы Российской Федерации. Военную службу проходил в одной из воинских частей, расположенных в городе Южно-Сахалинск.  После демобилизации  Горин женился и стал отцом двоих детей, однако семья из-за отсутствия у Горина образования испытывала материальные трудности, вследствие чего в начале 2000-х годов Денис Горин начал увлекаться алкогольными напитками и вести маргинальный образ жизни.

### Первое убийство, заключение и освобождение
В конце 2002 года 23-летний Горин совершил первое убийство. Жертвой стал один из его знакомых. С трупа убитого Горин срезал мягкие ткани, после чего оставил его расчлененные останки  в центральном сквере Анивы. После ареста Денису Горину было предъявлено обвинение в совершении убийства и глумлении над трупом и он был этапирован в областную психиатрическую больницу для проведения судебно-психиатрической экспертизы с целью установления степени его вменяемости. По результатам экспертизы никаких отклонений у него в психике найдено не было, и он был признан вменяемым. 
Александр Бадусев, заведующий отделением судебно-психиатрической экспертизы областной психиатрической больницы:
Никаких эмоциональных всплесков, вспышек он здесь не выдавал. Вел как обычный человек. Хорошо был доступен контакт. Нормально отвечал на вопросы, сохранная память, эмоции, т.е. от нормального человека ничем не отличался.
На суде Денис Горин заявил, что после совершения убийства он отрезал с тела убитого мягкие ткани и употребил в пищу под угрозой своего брата Евгения, который был соучастником и угрожал Денису убийством в случае, если он не совершит акт каннибализма. Следователи впоследствии заявили, что незадолго до ареста Денис Горин намеревался совершить еще одно убийство, так как им была известна фамилия и имя человека, которого преследовал Горин и который вероятнее всего, стал бы его следующей жертвой. 6 марта 2003 года Анивским районным судом Сахалинской области по ч.1 ст.105 УК РФ Горин был приговорен к 9 годам и 11 месяцам лишения свободы с отбыванием в исправительной колонии строгого режима. Уголовное наказание Горин отбывал в одной из исправительных колоний, расположенных на территории Иркутской области. Отбыв в тюремном заключении 7 лет, Денис Горин получил условно-досрочное освобождение и вышел на свободу 19 апреля 2010 года, после чего вернулся в Аниву. После освобождения Горин в течение двух последующих лет продолжал вести маргинальный образ жизни. В этот период он нигде постоянно не работал, зарабатывал на жизнь кражами и случайными заработками, большую часть своего свободного времени проводя в обществе лиц, также ведущих маргинальный образ жизни и страдающих алкогольной зависимостью.

### Серия убийств и новое заключение
В июне 2011 года Горин совместно со своим родным братом Евгением, с целью разбирательства с обидчиком их племянника, жестоко избили случайно находившегося в этой квартире и не причастного к событиям с родственником молодого человека. Пользуясь тем, что избитый находился без сознания, Денис Горин убил его путем перерезания ему горла. После этого Денис Горин с помощью своего брата перенесли тело убитого на берег реки Лютоги, где похоронили в вырытой яме. Труп убитого был обнаружен только весной 2012 года. Следующее убийство Горин совместно с братом Евгением совершил во время празднования «Старого Нового года» в ночь с 14 января на 15 января 2012 года у магазина «Черемушки» в городе Анива. В ходе конфликта с одним из знакомых Денис Горин нанес своей жертве не менее 29 ударов с помощью ножа, от осложнений которых он скончался. В тот же день Денис Горин был арестован сотрудниками полиции и начал давать признательные показания. 27 февраля 2013 года вердиктом коллегии присяжных заседателей Сахалинского областного суда 34-летний Денис Горин признан виновным в совершении двух убийств и 4 марта того же года получил в качестве уголовного наказания 20 лет и 10 месяцев лишения свободы. Его брат Евгений Горин до суда не дожил, в середине 2012 года он умер в изоляторе временного содержания ОМВД по МО «Анивский городской округ» при невыясненных обстоятельствах.
После суда Горин для отбытия уголовного наказанию был этапирован в одну из исправительных колоний. В июне 2017 года он связался с прокуратурой Сахалинской области и признался в совершении ещё одного убийства, после чего покинул исправительную колонию и был возвращен в Аниву. Согласно признательным показаниям Горина, убийство было совершено 21 ноября 2010 года на территории Анивы и его жертвой стал один из его знакомых по имени Александр, с братом которого Денис содержался в изоляторе временного содержания ОМВД по МО «Анивский городской округ» в период с 25 февраля по 6 марта 2003 года. Во время встречи Горин припомнил Александру показавшуюся ему забавной ситуацию, произошедшую в один из дней содержания в изоляторе, когда Александр в состоянии алкогольного опьянения явился в следственной изолятор с целью передать посылку своему брату, но сам был задержан за нарушение общественного порядка. Данная ситуация Александру смешной не показалась, и он посчитал, что Горин предъявляет ему претензии, в связи с чем между ними, согласно свидетельствам Дениса Горина, возникло недопонимание, и они разошлись. Вечером того же дня на праздновании дня рождения своей бывшей жены Светланы Денис в состоянии алкогольного опьянения отправился к месту жительства Александра с целью разрешить дневной конфликт. Горин утверждал, что в ходе разговора между ними произошла драка, в ходе которой Денис Горин убил свою жертву двумя ударами ножа в область грудной клетки. После убийства Горин срезал ножом мясо в районе бицепсов, а также с икр и бедер убитого, которое в дальнейшем употребил в пищу. Труп жертвы Горин оттащил к реке Лютога, после чего разделся, взял тело и затащил его в воду, где оставил на значительном удалении от берега. После совершения убийства Горин вернулся в квартиру, где продолжалось празднование дня рождения его бывшей жены. Согласно свидетельствам Горина, его бывшей жены и гостей, присутствовавших на мероприятии, отсутствие Дениса никто не заметил, так как на совершение убийства и мер по сокрытию тела убитого он потратил около 35-40 минут. На допросе Денис Горин заявил, что употребил мясо убитого, так как ему понравился вкус человеческого мяса, когда он совершил первое убийство в 2002 году.

Из показаний Горина:
решил вспомнить былое, а именно срезать с [жертвы] мясо и впоследствии его съесть.
В последующие месяцы Горин изменил свои признательные показания. Он заявил, что явку с повинной в июне 2017 года писал под принуждением после того, как к нему оперативные сотрудники применили физическое и психологическое воздействие. Признательные показания он якобы не давал, протоколы допросов подписывал, не читая, опасаясь повторного оказания давления на него, а возможно и его семью. Показания в ходе проверок на месте давал заученно, также опасаясь повторного оказания давления на него. Однако несмотря на непризнание вины Гориным в предъявленном ему обвинении, его виновность в совершении убийства 21 ноября 2010 года в конечном итоге подтвердилась совокупностью представленных стороной обвинения и исследованных в судебном заседании доказательств.
27 июня 2018 года Денис Горин получил в качестве уголовного наказания 22 года лишения свободы. Он избежал пожизненного лишения свободы, так как суд счел смягчающими обстоятельствами его явки с повинной, наличие несовершеннолетних детей, активное способствование раскрытию и расследованию преступления, противоправное поведение потерпевшего, явившееся поводом для преступления, что явилось препятствием для вынесения ему максимального уголовного наказания. Горину было зачтено в срок отбытия наказания время, отбытое по приговору Сахалинского областного суда от 4 марта 2013 года — с 15 января 2012 года по 26 июня 2018 года включительно. Таким образом, дата его освобождения была назначена на 2034 год.
Настоящее количество жертв Дениса Горина являлось предметом многочисленных споров. Соседи Горина, присутствовавшие при его задержании 15 января 2012 года утверждали, что он убил как минимум 13 человек.

Сосед Дениса по имени Дмитрий заявил следующее:
Это случайно всплыло-то, они так же по пьяни пытались убить одного местного, но не смогли. Когда их задерживали (я присутствовал), открыли холодильник, а он доверху забит мясом человеческим! Он прям там и рассказывал, как срезал мясо с ног убитых, смотрел бицепсы – есть ли там мясо. Яму показали, где останки зарывали – там человек 12 было. Не трое, как в приговоре указано! И среди скелетов был совсем маленький – какую-то девочку убили. Но доказать в суде это не удалось. Приняли [в расчет] только те убийства, в которых они признались сами. Трое взрослых мужиков. И еще девять неизвестных, включая ребенка.
Однако прокуратура Сахалинской области никак не прокомментировала эту информацию.

### Помилование
В начале 2023 года Денис Горин будучи в исправительной колонии заключил контракт с «ЧВК» и был отправлен для участия в российском вторжении на Украину. Горин воевал в рядах «Шторм-Z» и летом или в начале осени 2023 года получил ранение средней тяжести в ходе боевых действий, после чего президент России Владимир Путин помиловал Дениса Горина. Факт помилования серийного убийцы и каннибала вызвал общественный резонанс в России, после чего Денис Горин получил вторую волну известности и стал известен за пределами России, в частности несколько своих статей ему посвятила газета «New York Post» и таблоид «Daily Mail». 24 октября 2023 года он опубликовал на своей странице в социальной сети «Одноклассники» фотографию, где был одет в военную форму с георгиевской лентой и нашивкой с надписью «Зачебурашим», похожую на ту, что волонтеры отправляли на фронт. Друзья и знакомые Горина в ноябре 2023 года заявили, что после ранения и помилования Горин был отправлен в военный госпиталь на территории Южно-Сахалинска для прохождения курса лечения.
По сообщениям ряда СМИ, после прохождения курса лечения, Денис Горин вернулся в зону боевых действий, где по одной из версий погиб в бою 1 июля 2024 года, однако официального подтверждения этой информации со стороны представителей правоохранительных органов впоследствии не поступило.

## В массовой культуре
- Документальный фильм «Яблоко раздора. История преступлений анивского людоеда» (2019)